# Frankton (Otago)
Pour les articles homonymes, voir Frankton.
Frankton est une banlieue de la ville de Queenstown dans l’Île du Sud de la Nouvelle-Zélande, mais constituant formellement un village séparé.

## Histoire
Frankton fut dénommée d’après ‘Frances’—la femme du premier colon européen du secteur William Gilbert Rees.
Il mit en place une ferme dans la zone de Queenstown en 1860 et le village de Frankton fut fondé en 1863.
Le journal Otago Witness (en) du 14 février 1863 remarquait qu'avec tous ses avantages naturels, rien ne devrait empêcher Frankton de devenir le chef-lieu du district.
Aussi, le gouvernement déplaça tous ses bâtiments y comprit la cour de justice et le receveur du trésor vers Frankton.
Mais faute de route directe entre ‘Queenstown’ et ‘Frankton’, ceci entraîna toutes sortes d’inconvénients. La police de la station de police de Queenstown (en) devait venir chaque jour au tribunal de la Cour de Frankton.
Après un banquet en juin 1863, Une vive discussion opposa le secrétaire du champ aurifère et le commissaire de police, St. John Branigan (en), la décision fut inversée et les structures officielles reprirent leur place au niveau de Queenstown aux dépend de la localité de Frankton.

## Localisation
Frankton est localisée à l’extrémité d’un bras du lac rentrant largement dans les terres à partir de la côte nord-est du lac Wakatipu connu sous le nom de « Frankton Arm».
Elle est maintenant sur le trajet de la route State Highway 6/S H 6.
C’est aussi le terminus de la courte route State Highway 6A (en), qui court sur 7 kilomètres vers l’ouest à partir de là, en direction de la ville de Queenstown.
Frankton est localisé à l’angle d’une zone plus large connue sous le nom de « Frankton Flats», qui est le secteur de terres limité approximativement par le lac Wakatipu, les rivières Kawarau et Shotover, et la route State Highway 6 en direction de la ville de Cromwell.
Le « Frankton Flats » est localisé dans le bassin de Bassin de Wakatipu (en) et bénéficie des plus longues heures d’ensoleillement, en particulier en hiver que la majorité des terres du secteur du centre de Queenstown, car elle fait, de façon prédominante, face au sud.

## Caractéristiques

### L’Aéroport de Queenstown
L’Aéroport international de Queenstown est localisé sur les terrains de la ville de Frankton.
L’aéroport fournit des vols directs internationaux vers l’Australie et des vols intérieurs tout autour de la Nouvelle-Zélande.

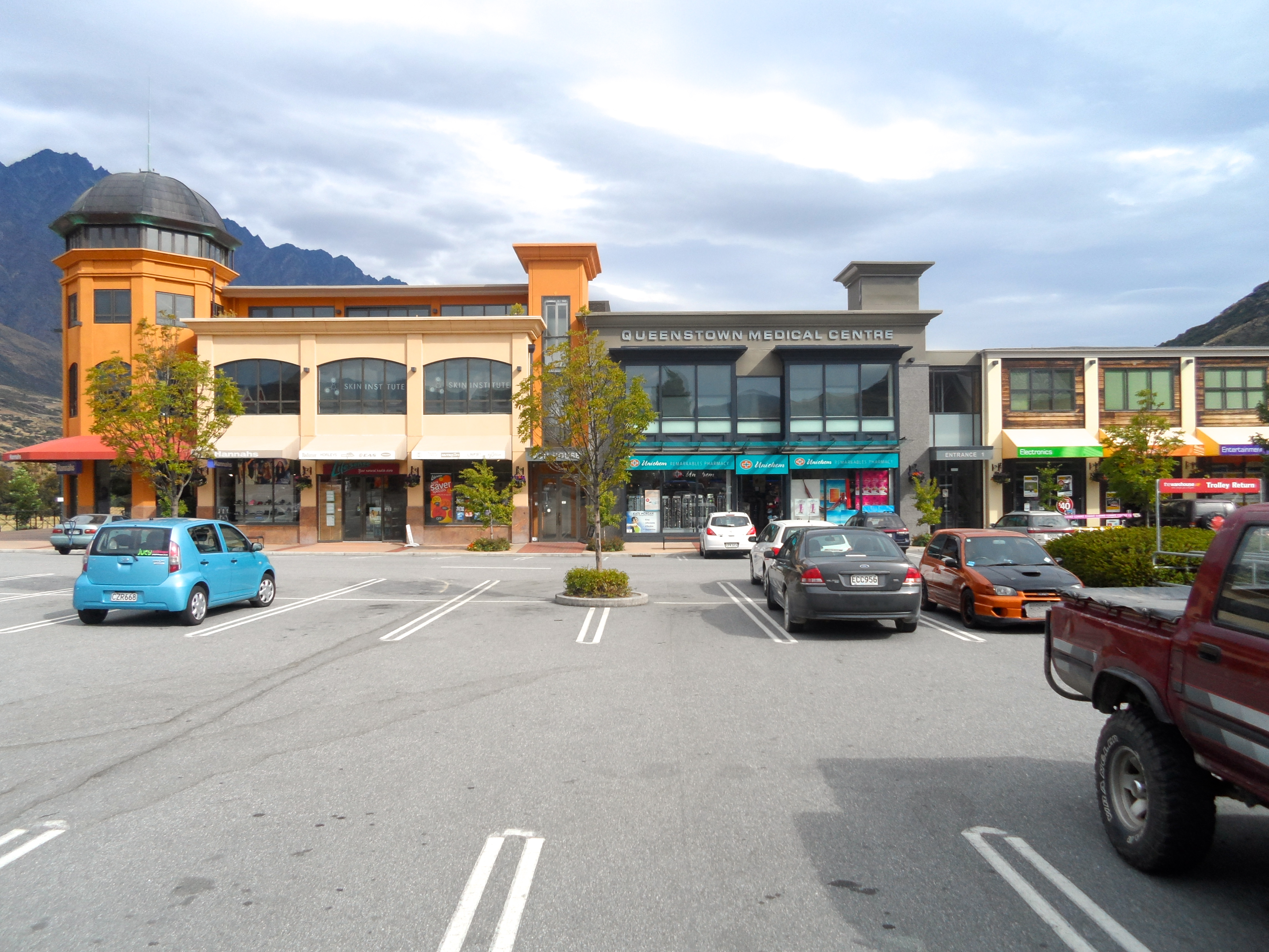
Vue du Parc des Remarkables du Centre-ville de Frankton

### Parc des Remarkables
Le parc du centre-ville dit des « Remarkables» est un centre commercial de taille moyenne situé dans la ville de Frankton, et qui dessert les commerces pour les résidents de Queenstown .

### Le Centre d’Évènements de Queenstown
Le Palais des congrès de Queenstown (en), dont le fonctionnement est assuré par Lakes Leisure, est aussi localisé dans la ville de Frankton et contient les principaux équipements de loisirs et de sports utilisés par les résidents de la ville de « Queenstown ».
Les installations du « Queenstown Events Centre » comprennent un « Alpine Aqualand » (piscine et tobogans liquides), des terrains de sports pour le football et le cricket, des courts de tennis ‘indoors’ et le palais des congrès.

## Éducation
Une nouvelle école primaire nommée: « the Remarkables Primary School», terminée en 2010 est située dans la ville de Frankton et fournit l’enseignement pour la première école primaire du secteur.
La construction du bâtiment se caractérise par un isolement phonique particulièrement soigné, car elle est localisée près de la fin de la piste de l’aéroport de Queenstown.

## Le Pont des Chutes de Kawarau
Ce pont historique fut construit entre le 22 décembre 1924 et août 1926.
Il fut construit comme un barrage pour abaisser le niveau de l’eau de la rivière  Kawarau pour permettre d’exploiter le lit de la rivière comme une mine à ciel ouvert.
Cette idée semble avoir été suggérée initialement par Julius Vogel, le huitième Premier Ministre de la Nouvelle-Zélande et initialement journaliste d’Otago dans son livre de 1889 « Anno Domini 2000 – A Woman's Destiny».
Les portes du barrage furent fermées du 15 juin 1926 au 15 août 1926.
Ceci entraîna le débordement de l’eau par-dessus le pont en direction de la confluence avec la rivière Shotover.
Moins d’or fut trouvé, que cela était espéré et le projet fut largement sans succès.
En mai 1932, durant la Grande Dépression, les portes furent à nouveau fermées pour 6 semaines pour permettre aux chômeurs de creuser à la recherche d’or .

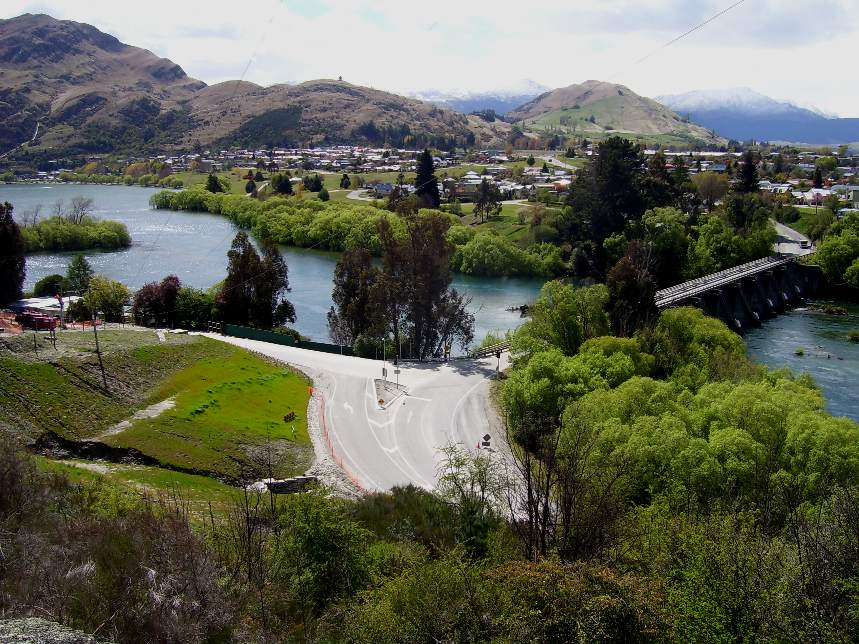
La ville de Frankton dans la région d’Otago NZ

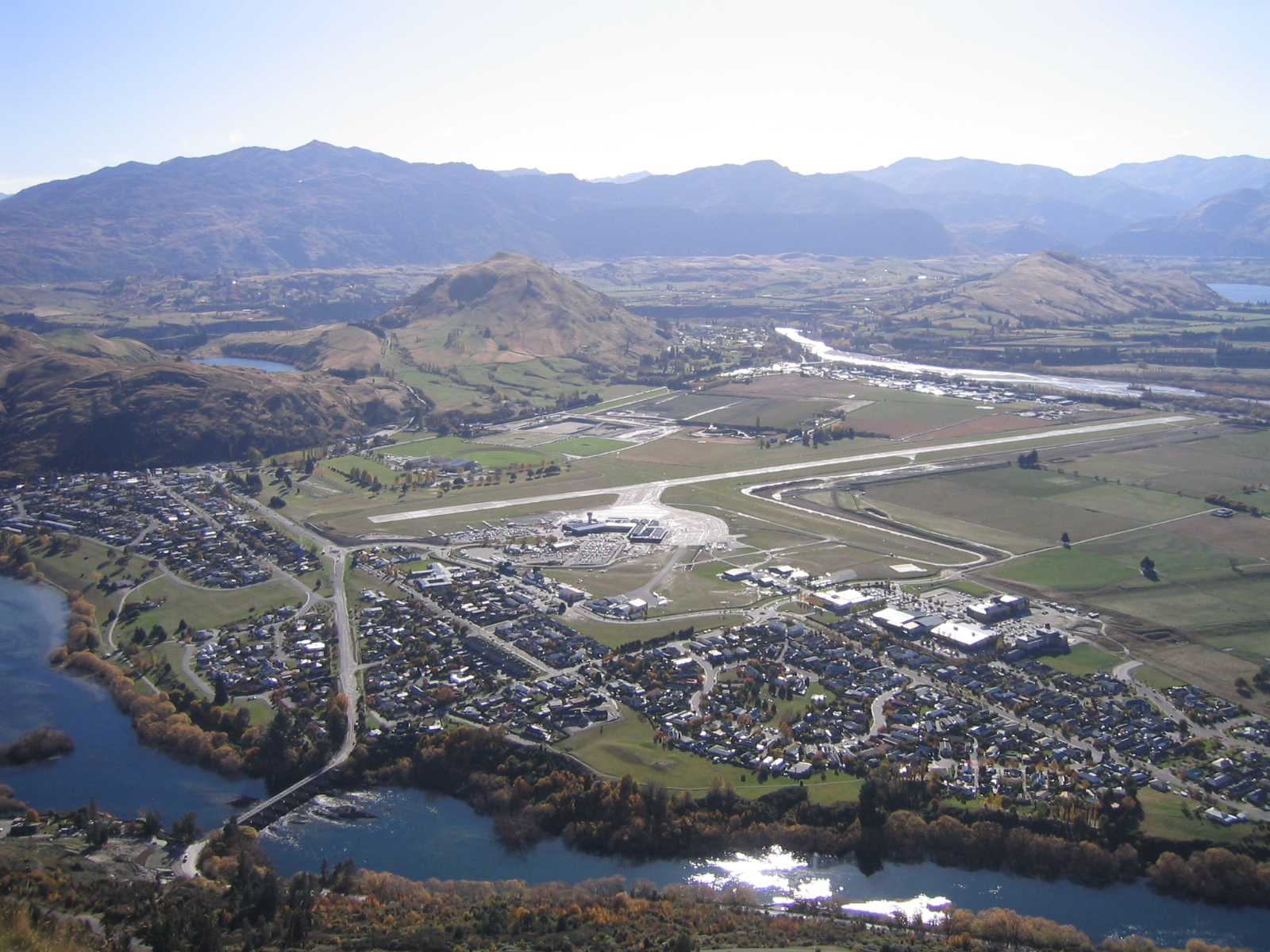
L’aéroport de Queenstown au niveau de Frankton (Otago NZ) vu à partir des collines de la Péninsule